# Lejeunea hawaikiana
Lejeunea hawaikiana là một loài Rêu trong họ Lejeuneaceae. Loài này được M. A. M. Renner & P. J. de Lange mô tả khoa học đầu tiên..